# Sasha Spielberg

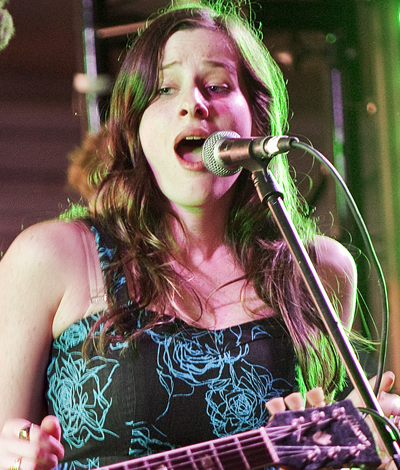
Sasha Spielberg

Sasha Rebecca Spielberg (* 14. Mai 1990 in Los Angeles, Kalifornien) ist eine US-amerikanische Schauspielerin und Sängerin. Insbesondere als Musikerin tritt sie unter dem Bühnennamen Buzzy Lee auf. Mit ihrem Bruder Theo bildete sie die Gruppe Wardell.

## Leben
Sasha Spielberg wurde 1990 als Tochter von Regisseur Steven Spielberg und der Schauspielerin Kate Capshaw in Los Angeles im Bundesstaat Kalifornien geboren. Erste Erfahrungen im Medium Film sammelte sie 1999 im Alter von neun Jahren unter der Regie von Peter Ho-Sun Chanin in der romantischen Komödie The Love Letter in der Besetzung Kate Capshaw, Tom Everett Scott und Tom Selleck. Von 2004 bis 2008 hatte sie jeweils Kurzauftritte in Filmen ihres Vaters wie in Terminal, München oder Indiana Jones und das Königreich des Kristallschädels. Seit 2010 spielte sie kleinere Rollen in Filmen, unter anderem in Ryan Piers Williams Filmdrama The Dry Land, in Lisa Cholodenkos Familienfilm The Kids Are All Right, in Gavin Wiesens romantischer Komödie Von der Kunst, sich durchzumogeln oder in der Filmproduktion Before I Sleep der Regisseure Aaron Sharff und Billy Sharff mit David Warner in der Hauptrolle, wo sie den Part der Rachel spielte. 2014 gab sie in der Serie New Partner auch ihr Debüt als Schauspielerin im Fernsehen. In Sam Boyds Komödie In a Relationship sah man sie in der Rolle der Clara. Noch im selben Jahr wurde sie für den Part der Carrie in Olivia Milchs Komödie Dude besetzt. In dem von der Kritik hochgelobten und preisgekrönten Filmdrama Licorice Pizza des Regisseurs Paul Thomas Anderson aus dem Jahr 2021 mit Alana Haim, Cooper Hoffman und Sean Penn in den Hauptrollen trat sie als eines der Tiny Toes Girls in Erscheinung.

## Filmografie (Auswahl)

### Kino
- 1999: The Love Letter
- 2004: Terminal (The Terminal)
- 2005: München (Munich)
- 2008: Indiana Jones und das Königreich des Kristallschädels (Indiana Jones and the Kingdom of the Crystal Skull)
- 2010: Company Men (The Company Men)
- 2010: The Dry Land
- 2010: The Kids Are All Right
- 2011: Von der Kunst, sich durchzumogeln (The Art of Getting By)
- 2011: Nathalie küsst (La délicatesse)
- 2013: Before I Sleep
- 2017: Die Verlegerin (The Post)
- 2018: In a Relationship
- 2018: Dude
- 2021: Licorice Pizza

### Fernsehen
- 2014: New Partner (Fernsehserie, 1 Episode)
- 2015: Literally Can't Even (Fernsehminiserie, 1 Episode)
- 2019: Sherman's Showcase (Fernsehserie, 2 Episode)
- 2020–2021: Love Life (Fernsehserie, 2 Episoden)

### Kurzfilm
- 2009: Pacific Standard Time